# Proscalibregma linea
Proscalibregma linea är en ringmaskart som beskrevs av Hartman 1967. Proscalibregma linea ingår i släktet Proscalibregma och familjen Scalibregmatidae. Inga underarter finns listade i Catalogue of Life.